# Yves Coppens
Yves Coppens (Gwened, 9 d'agost de 1934 - París, 22 de juny de 2022) va ser un paleontòleg bretó. Va graduar-se a la Universitat de Rennes estudiant homínids antics i es doctorà a la facultat de ciències de La Sorbona, a París, amb una tesi sobre els proboscidis. S'especialitzà en paleoantropologia i, d'aquesta manera, investigà els alineaments de Carnac sota la direcció de Jean Piveteau. També amplià el seu coneixement sobre l'antropologia, arribant a participar en una sèrie documental titulada «Els orígens de la humanitat» (2003). És l'autor de la «East side story» (història del costat est) que explica la separació de l'ésser humà dels grans simis per raons geològiques i climàtiques al Miocè.
Coppens fou un dels paleontòlegs que liderava l'equip que va descobrir el famós homínid australopitec Lucy a Etiòpia el 1974. Així mateix, fou professor al Collège de France (1983) i al Museu Nacional d'Història Natural (1954). També treballà al Centre Nacional de la Recerca Científica (CNRS). Així mateix, fou membre de l'Acadèmia nacional de medicina i de la de ciències i col·laborador amb el Museu de l'Home de París i el Museu Quai Branly.
L'asteroide (172850) Coppens, situat al cinturó d'asteroides, va rebre nom en honor seu el 2005.